# Caloptilia perseae
Caloptilia perseae är en fjärilsart som först beskrevs av August Busck 1920.  Caloptilia perseae ingår i släktet Caloptilia och familjen styltmalar.
Artens utbredningsområde är Kuba. Inga underarter finns listade i Catalogue of Life.